# Вјекослав Беванда
Вјекослав Беванда (Мостар, 13. мај 1956) је хрватски политичар из Босне и Херцеговине, потпредсједавајући Савјета министара Босне и Херцеговине и министар трезора и финансија. Члан је Хрватске демократске заједнице Босне и Херцеговине.
Пошто је завршио основну и средњу школу у Мостару, Беванда је дипломирао на Економском факултету Универзитета у Мостару 1979.
Између 1979. и 1989. године радио је у фабрици авиона Соко у Мостару. Од 1990. до 1993. године радио је у Апро банци, такође у Мостару. Од 2000. до 2001. радио је у „Еуро центру“ у Сплиту, а од 2001. наредних 6 година као директор Комерц банке из Сарајева.
Беванда је био министар финансија Федерације Босне и Херцеговине од марта 2007. до марта 2011. У исто вријеме био је замјеник премијера ФБиХ. Прије тога је радио разне административне послове у Федерацији.
Од 2012. до 2015. био је предсједавајући Савјета министара БиХ.